# Tom Wopat
Thomas Steven Wopat, detto Tom (Lodi, 9 settembre 1951), è un attore statunitense.

## Biografia
La sua prima interpretazione di successo è stata quella di Luke Duke nella serie televisiva Hazzard. Ha interpretato anche uno degli ex mariti di Cybill Shepherd nello spettacolo televisivo Cybill.
Ha partecipato all'episodio del 2006 Traffico di donne (5x6) della serie Smallville e all'episodio del 1997 Il circuito della morte (12x12) de La signora in giallo.
Nel 2012 è comparso in un cameo nel film Django Unchained di Quentin Tarantino

## Filmografia parziale

### Cinema
- Quel che resta di mio marito (Bonneville), regia di Christopher N. Rowley (2006)
- Jonah Hex, regia di Jimmy Hayward (2010)
- Main St. - L'uomo del futuro (Main Street), regia di John Doyle (2010)
- All in Time, regia di Marina Donahue e Chris Fetchko (2015)
- Fair Haven, regia di Kerstin Karlhuber (2016)
- Lost Cat Corona, regia di Anthony Tarsitano (2017)
- County Line, regia di Shea Sizemore (2017)
- Django Unchained, regia di Quentin Tarantino (2012)
- New Money, regia di Jason B. Kohl (2017)
- Delight in the Mountain, regia di Francisco C. Torres (2019)

### Televisione
- Hazzard (The Dukes of Hazzard) - serie TV, 128 episodi (1979-1985)
- Fantasilandia (Fantasy Island) - serie TV, episodio 4x02 (1980)
- A Peaceable Kingdom - serie TV, 12 episodi (1989-1995)
- Cybill - serie TV, 22 episodi (1995-1998)
- La signora in giallo (Murder, She Wrote) - serie TV, episodio 12x12 (1996)
- Crisis Center - serie TV, episodio 1x04 (1996)
- Hazzard 20 anni dopo (The Dukes of Hazzard: Reunion!), regia di Lewis Teague - film TV (1997)
- Quell'uragano di papà (Home Improvement) - serie TV, 12 episodi (1997-1998)
- Hazzard: Bo e Luke vanno ad Hollywood (The Dukes of Hazzard: Hazzard in Hollywood), regia di Bradford May - film TV (2000)
- Smallville - serie TV, episodio 5x06 (2005)
- Standoff - serie TV, episodio 1x01 (2006)
- Medium - serie TV, episodio 7x04 (2010)
- A Gifted Man - serie TV, episodio 1x08 (2011)
- Blue Bloods - serie TV, episodio 2x16 (2012)
- Longmire - serie TV, 6 episodi (2012-2017)
- Heirloom - serie TV, 2 episodi (2016)
- Elementary - serie TV, episodio 4x09 (2016)
- Madam Secretary - serie TV, episodio 6x04 (2019)
- The Blacklist - serie TV, episodio 7x18 (2020)

## Doppiatore
- Hazzard (The Dukes) - serie animata, 7 episodi (1983)
- Manhunt 2 - videogioco (2007)
- Phineas e Ferb - serie animata, 2 episodi (2010-2011)

## Doppiatori italiani
Nelle versioni in italiano delle opere in cui ha recitato, Tom Wopat è stato doppiato da:
- Gianni Giuliano in Jonah Hex, Lovestruck - Il musical
- Gerolamo Alchieri in Longmire, Blue Bloods
- Dario Oppido in Django Unchained, The Blacklist
- Flavio Bucci in Hazzard (st. 1-4)
- Roberto Pedicini in Hazzard (st. 5-7)
- Stefano Carraro in La signora in giallo
- Angelo Maggi in Hazzard 20 anni dopo
- Stefano Mondini in Hazzard: Bo e Luke vanno ad Hollywood
- Antonio Palumbo in Smallville
- Emilio Cappuccio in Taking Chance - Il ritorno di un eroe
- Ambrogio Colombo in Elementary